# Фудбал на Летњим олимпијским играма 1920.
Фудбал на Летњим олипијским играма 1920. био је један од 22 спорта који су били на програму Летњим олимпијским играма 1920. у Антверпену у Белгији.
То је био пети фудбалски турнир за мушкарце на програму олимпијских игара. Турнир је одржан од 28. августа до 5. септембра 1920. године. Учествовало је 14 репрезентација које су дошле на турнир без претходних квалификација.
На фудбалском турниру нису учествовале репрезентације које су у то време чиниле светски фудбалски врх. Пошто су ове игре биле прве после Првог светског рата репрезентације Немачке и Мађарске нису позване на игре због њихове улоге у том рату. Земље Уједињеног Краљеваства није требало да учествују, јер су почетком 1919. фудбалски савези Енглеске, Шкотске, Велса и Ирске повукали из ФИФА и формирали своју Федерацију националних Фудбалских савеза. Иако су представници фудбалских савеза домаћина Белгије и Француске подржали овај предлог, репрезентацији Уједињеног Краљевства је дозвољено да се такмичи. Пред почетак турнира иако је била пријављена Фудбалска репрезентација Швајцарске се повукла из финансијских разлога. Тако да је коначни број био 14, од чега је тринаест било из Европе и једна из Африке.

## Учесници
| - Белгија - Чехословачка - Данска - Египат - Грчка | - Француска - Холандија - Италија - Краљевина СХС - Луксембург | - Норвешка - Шпанија - Шведска - Уједињено Краљевство |

## Стадиони
На Светском првенству 1920. утакмице су се играле у три града, на четири стадиона.
| \| Град \| Стадион \| Капацитет \| \| --------- \| ---------------------- \| --------- \| \| Брисел \| Ла Бут [а] \| 5.000 \| \| Гент \| Жул Отемстадион [б] \| 12.919 \| \| Антверпен \| Бродстрат [в] \| \| \| Антверпен \| Олимпијски стадион [г] \| 12.717 \| |                    | ГентАнтверпенБрисел Градови Белгије где су игране утакмице |
| Град | Стадион            | Капацитет                                                  |
| Брисел | Ла Бут             | 5.000                                                      |
| Гент | Жул Отемстадион    | 12.919                                                     |
| Антверпен | Бродстрат          |                                                            |
| Антверпен | Олимпијски стадион | 12.717                                                     |

## Судије
| Име и Презиме                                  | Држава               |
| ---------------------------------------------- | -------------------- |
| Шарл Барет, Анри Кристоф, Жорж Убрехт, Пол Пуц | Белгија              |
| Луј Фур                                        | Француска            |
| Џон Луис                                       | Уједињено Краљевство |
| Ђовани Мауро                                   | Италија              |
| Вилем Ајмерс, Јоханес Мутес, Рафаел ван Праг   | Холандија            |
| Јозеф Фанта                                    | Чехословачка         |

## Турнир
Турнир је одржан по једноструком куп систему (једна утакмица где победник иде даље). У првом кругу учествовало је 12 од 14 репрезентација. У случају нерешеног резултата на крају утакмице, играли су се продужеци 2×15 минута. Шест победника су ушли у четвртфинале где су име се придружиле репрезентације домаћина Белгије и Француске које су биле слободне у првом колу. Белгија је била повлашћена као домаћин, а Француска је остала без противника због одустајања Швајцарске.
Најзначајнији резултат у првом кругу поставила је репрезентација Норвешка која је избацила фаворита Уједињено Краљевство, двоструког победника на ранијим олимпијским играма.
У финалној утакмици између Белгије и Чехословачка забележен је инцидент. Чешословачки играчи незадовољни суђењем те пријетњама и притисцима бројних белгијских војника у публици су одлучили напустити терен код резултата 2:0 за Белгијанаце. Чехословачки службени протести нису уважени и они су дисквалификовани, па је Белгијанцима додељена златна медаља. Да би се одредили освајачи сребрне и бронзане медаље одржан је додатни турнир али је репрезентација Француске одбила да игра пошто је већи део екипе вратила кући. па су екипе поражене у четвртфиналу Италија, Норвешка, Шпанија и Шведска играле додатне утакмице да би победник добио право да игра са Холандијом за друго место. Друго место и сребрну медаљу освојила је Шпанија, савладавши Холандију са 3:1.
Швеђанин Херберт Карлсон је био најбољи голгетер турнира са седам голова, углавном на основу пет погодака, које је постигао на утакмици против Грчке у првом колу.

## Прво коло
Победници утакмица из првог кола иду у четвртфинале, а поражени играју утешни турнир.
| 28. август 1920. 10:00                                                 |           |               |                                                                     |
| Чехословачка                                                           | 7:0 (3:0) | Краљевина СХС | Антверпен Будстрат Судија: Рафаел ван Праг (Белгија) Гледалаца: 600 |
| Јан Ваник 20’ 46’ 79’ · Антонин Јанда 34’ 50’ 75’ · Јозеф Седлачек 43’ |           |               | Антверпен Будстрат Судија: Рафаел ван Праг (Белгија) Гледалаца: 600 |

| 28. август 1920. 15:30 |           |        |                                                                 |
| Шпанија                | 1:0 (0:0) | Данска | Брисел Ла Бут Судија: Вилем Ајмерс (Холандија) Гледалаца: 3.000 |
| Патрисио Араболаза 54’ |           |        | Брисел Ла Бут Судија: Вилем Ајмерс (Холандија) Гледалаца: 3.000 |

| 28. август 1920. 15:30                     |           |                |                                                                 |
| Италија                                    | 2:1 (1:1) | Египат         | Гент Жул Отемстадион Судија: Пол Пуц (Белгија) Гледалаца: 1.500 |
| Адолфо Балончијери 25’ · Гуљелмо Бреци 57’ |           | Заки Осман 30’ | Гент Жул Отемстадион Судија: Пол Пуц (Белгија) Гледалаца: 1.500 |

| 28. август 1920. 15:30                      |           |                      |                                                                                 |
| Норвешка                                    | 3:1 (1:1) | Уједињено Краљевство | Антверпен Олимпијски стадион Судија: Јоханес Мутес (Холандија) Гледалаца: 5.000 |
| Ејнар Гундерсон 13’ 51’ · Ејнар Вилхелм 63’ |           | Фредерик Николас 25’ | Антверпен Олимпијски стадион Судија: Јоханес Мутес (Холандија) Гледалаца: 5.000 |

| 28. август 1920. 17:30                 |           |            |                                                              |
| Холандија                              | 3:0 (1:0) | Луксембург | Брисел Ла Бут Судија: Жорж Убрехт (Белгија) Гледалаца: 3.000 |
| Јап Булдер 30’ · Бер Гросјохан 47’ 85’ |           |            | Брисел Ла Бут Судија: Жорж Убрехт (Белгија) Гледалаца: 3.000 |

| 28. август 1920. 17:30                                                                           |           |       |                                                                            |
| Шведска                                                                                          | 9:0 (6:0) | Грчка | Антверпен Олимпијски стадион Судија: Шарл Барет (Белгија) Гледалаца: 5.000 |
| Алберт Олсон 4’ 79’ · Херберт Карлсон · 15’ 20’ 21’ 51’ 85’ · Рагнар Виксел 25’ · Албин Дахл 31’ |           |       | Антверпен Олимпијски стадион Судија: Шарл Барет (Белгија) Гледалаца: 5.000 |

## Четвртфинале
| 29. август 1920. 10:00                                                            |                        |                                                             |                                                                        |
| Холандија                                                                         | 5:4 (прод.) (4:4, 2:3) | Шведска                                                     | Антверпен Будстрат Судија: Јозеф Фанта (Чехословачка) Гледалаца: 5.000 |
| Бернардус Гросјохан 10’ 57’ · Јакоб Булдер 44’ 88’ (пен.) · Јоханес де Натри 115’ |                        | Херберт Карлсон 16’ 32’ · Алберт Олсон 20’ · Албин Дахл 72’ | Антверпен Будстрат Судија: Јозеф Фанта (Чехословачка) Гледалаца: 5.000 |

| 29. август 1920. 16:30                   |           |          |                                                             |
| Чехословачка                             | 4:0 (2:0) | Норвешка | Брисел Ла Бут Судија: Шарл Барет (Белгија) Гледалаца: 4.000 |
| Јан Ваник 8’ · Антонин Јанда 17’ 66’ 77’ |           |          | Брисел Ла Бут Судија: Шарл Барет (Белгија) Гледалаца: 4.000 |

| 29. август 1920. 15:30                          |           |                   |                                                                               |
| Француска                                       | 3:1 (2:1) | Италија           | Антверпен Олимпијски стадион Судија: Анри Кристоф (Белгија) Гледалаца: 10.000 |
| Жан Бојер 10’ · Пол Николас 14’ · Анру Бард 54’ |           | Гуљелмо Бреци 33’ | Антверпен Олимпијски стадион Судија: Анри Кристоф (Белгија) Гледалаца: 10.000 |

| 29. август 1920. 17:30  |           |                           |                                                                                  |
| Белгија                 | 3:1 (1:0) | Шпанија                   | Антверпен Олимпијски стадион Судија: Јоханес Мутес (Холандија) Гледалаца: 18.000 |
| Роберт Копе 11’ 52’ 55’ |           | Маријано Арате 62’ (пен.) | Антверпен Олимпијски стадион Судија: Јоханес Мутес (Холандија) Гледалаца: 18.000 |

## Полуфинале
| 31. август 1920. 10:00                       |           |               |                                                                                 |
| Чехословачка                                 | 4:1 (1:0) | Француска     | Антверпен Олимпијски стадион Судија: Јоханес Мутес (Холандија Гледалаца: 12.000 |
| Отакар Мазал 18’ 75’ 87’ · Карел Стајнер 70’ |           | Жан Бојер 79’ | Антверпен Олимпијски стадион Судија: Јоханес Мутес (Холандија Гледалаца: 12.000 |

| 31. август 1920. 17:30                                 |           |           |                                                                                      |
| Белгија                                                | 3:0 (0:0) | Холандија | Антверпен Олимпијски стадион Судија: Џон Луис Уједињено Краљевство Гледалаца: 22.000 |
| Анри Ларное 46’ · Луј ван Хеге 55’ · Матије Брагар 85’ |           |           | Антверпен Олимпијски стадион Судија: Џон Луис Уједињено Краљевство Гледалаца: 22.000 |

## Финале
Финална утакмица је била веома контроверзна и остаје упамћена као једини случај да је финална утакмица неком међународном финалу прекинута због напуштања терена једног од финалиста. Белгија је добила златну медаљу пошто је Чехословачка напустила терен у 40. минуту, после искључења њеног левог бека Карела Штајнера.
Чехословаци су били незадовољни суђењем енглеског судије Џона Луиса, као и енглеских линијских судија Чарлса Врефорд-Брауна и А. Најта, који су признали споран белгијски гол који је постигао Хенри Ларно у 28-ом минуту.
Луис је такође судио и полуфиналну победу Белгијанаца над Холандијом, меч који су такође посматрали Чехословаци (играна истог дана и на истом стадиону као и њихова полуфинална утакмица).
Чеси су протестовали због резултата финалне утакмице. Њихови протести, преведени са оригиналног француског, су били следећи:
1. Био нам је додељен енглески линијски судија, што је у супротности са правилима која кажу да свака држава која учествује има право да изабере једног од двојице линијских судија. Ово кршење правила нам је било штетно током утакмице, јер енглеске линијске судије нису биле непристрасне и зато тражимо поништење утакмице. Одмах после утакмице ово смо ставили на знање господину Рудолфу Селдрајерсу.
2. Већина одлука судије Џона Луиса су биле погрешне и било је очигледно да је дао јавности погрешан утисак о нашој игри. Такође, оба белигијска гола су била резултат погрешних одлука судије и тражимо ригорозну истрагу поводом тог питања.
3. Током меча, Белигијски војници су уведени међу публику и због њиховог провокативног присуства наши играчи нису могли нормално да одиграју утакмицу. Као резултат инцидента за жаљење на крају меча када су војници улетели на терен и увредили нашу националну заставу нећемо учествовати док не примимо извињење од (Белгијских) војника.
Протест Чехословачке је одбачен, и после много расправе, они су дисквалификовани са турнира.

### Расплет
Прекидом финалне утакмице и дисквалификацијом Чехословачке Белгија је освојила прво место и златну медаљу. Да би се одредили освајачи сребрене медаље, требало је да одиграју утакмицу остали полуфиналисти, Холандија и Француска. Пошто је репрезентација Француске већ отпутовала, противник Холадније се добио додатним турниром на којем су играли екипе које су изгубиле у четвртфиналу: Италија, Норвешка, Шведска и Шпанија, чији је победник одиграо утакмицу са Холандијом за друго, односно треће место.

### Полуфинале додатног турнира
| 31. август 1920. 10:00               |           |                   |                                                                |
| Италија                              | 2:1 (0:1) | Норвешка          | Антверпен Бродстрат Судија: Луј Фур (Француска) Гледалаца: 500 |
| Енрико Сарди 46’ · Емилио Бадини 96’ |           | Арне Андерсен 41’ | Антверпен Бродстрат Судија: Луј Фур (Француска) Гледалаца: 500 |

| 1. септембар 1920. 12:00                           |           |               |                                                                    |
| Шпанија                                            | 2:1 (0:1) | Шведска       | Антверпен Бродстрат Судија: Ђовани Мауро (Италија) Гледалаца:1.500 |
| Хосе Марија Белаусте 51’ · Доминго Гомес-Аседо 53’ |           | Албин Дал 28’ | Антверпен Бродстрат Судија: Ђовани Мауро (Италија) Гледалаца:1.500 |

## Освајачи медаља
Добитници медаља у фудбалу на Летњим олимпијским играма одржаним 1920. године у Белгији.
| Сребро Шпанија                                    |
| ------------------------------------------------- |
| Пачо Вила (Paco Vila)                             |
| Самуел Ечебарија (Samuel Etxebarria)              |
| Педро Солер (Pedro Soler)                         |
| Франциско Хасинто (Francisco Jasinto)             |
| Хуан Аранда (Juan Aranda)                         |
| Хосе Сампер (José Samper)                         |
| Антонио Аспиасуби (Antonio Aspiázu)               |
| Франциско Трујо (Francisco Trujillo)              |
| Габриел Аларкон (Gabriel Alarcón)                 |
| Мигел Мурило (Miguel Murillo)                     |
| Хосе Марти (José Martí)                           |
| Рафаел Фернандез (Rafael Fernández)               |
| Мануел Гомес (Manuel Gómez)                       |
| Педро Риос (Pedro Ríos)                           |
| Хулио Гарсија (Julio García)                      |
| Селектор: Френсиско Пакети (Francisco "Paco" Bru) |

| Злато Белгија                            |
| ---------------------------------------- |
| Жорж Херман (Georges Hermans)            |
| Анри Херман (Henri Herman)               |
| Жан де Бройне (Jean de Broyne)           |
| Жозеф Хејс (Joseph Huts)                 |
| Чарлс Делфоссе (Charles Delporte)        |
| Жан Баптист (Jean Baptiste)              |
| Гастон Ван Хаут (Gaston Van Haut)        |
| Морис Деланое (Maurice Delanoë)          |
| Леополд Хејнекен (Léopold Heineken)      |
| Андре Вандерхаегхе (André Vanderhaeghe)  |
| Рене Венге (René Wengler)                |
| Јозеф Сис (Joseph Sys)                   |
| Рене Ван Реј (René Van Reeth)            |
| Марсел Кларк (Marcel Claerhout)          |
| Франсоа Лајонд (François Lajoie)         |
| Селектор: Жан де Бройне (Jean de Broyne) |

| Бронза Холандија                         |
| ---------------------------------------- |
| Кор ван дер Ланден (Kees van der Landen) |
| Јан де Мејер (Jan de Meyer)              |
| Хенрик ван дер Меј (Hendrik van der Mey) |
| Антон ван де Лавал (Anton van de Laval)  |
| Јохан Бакер (Johan Bakker)               |
| Питер Смит (Pieter Smit)                 |
| Вилем Ван Невелт (Willem Van Neveldt)    |
| Клаус Мејер (Klaus Meyer)                |
| Тео Хендрикс (Theo Hendriks)             |
| Вилем Леман (Willem Lehmann)             |
| Рене Бош (René Bosch)                    |
| Јан Дејкер (Jan Dijker)                  |
| Јохан Питерс (Johan Pieters)             |
| Петер ван Кејн (Peter van Keijn)         |
| Хендрик Јансен (Hendrik Jansen)          |
| Селектор: Жан де Бройне (Jean de Broyne) |